# Quincunx (figuur)

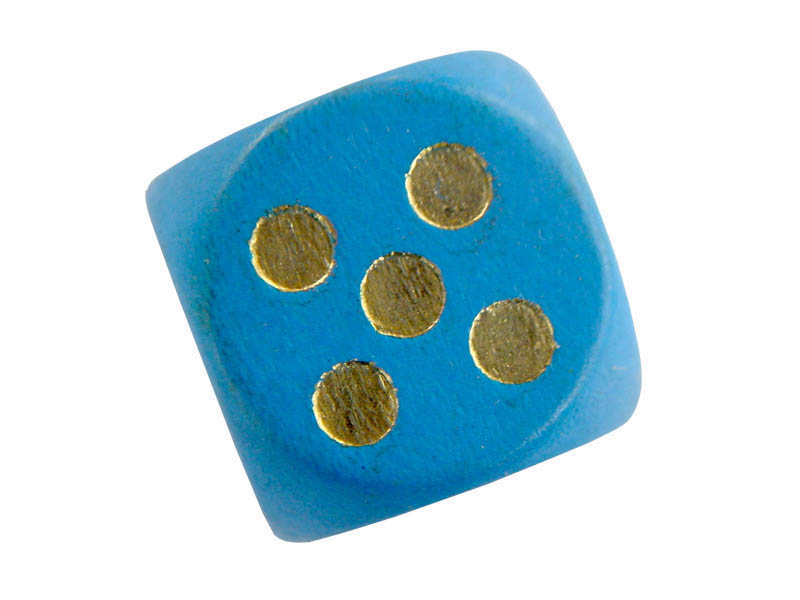
Quincunx op een dobbelsteen

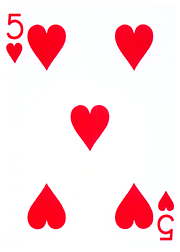
Quincunx op een speelkaart

Vlag van de Salomonseilanden

Een quincunx is een vierkant met vijf elementen, waarvan er vier de hoekposities innemen en de vijfde zich in het middelpunt bevindt.
Het is het patroon van de vijf op de dobbelsteen en de vijf als speelkaart.

## Geschiedenis
De quincunx was oorspronkelijk een Romeinse munt c. 211–200 BC, met als waarde vijf twaalfden van een as, of vijf uncia. Op de munt werd de waarde altijd aangeduid met vijf stippen, maar die waren niet altijd geordend in een quincunx.

## Trivia
“De Quincunx - De erfenis van John Huffam” is een roman van de Amerikaanse schrijver Charles Palliser. 